# Cherry Tree High Comedy Club
Cherry Tree High Comedy Club, conosciuto in Giappone come Manken (漫研?), è un videogioco dōjin soft sviluppato nel 2010 da 773 e pubblicato da Capcom.

## Trama
Mairu Hibisu è una studentessa che vuole fondare un club teatrale scolastico. La ragazza ha un tempo limitato per trovare altri componenti e dovrà effettuare numerosi lavoretti per guadagnarsi il denaro necessario alla riuscita del progetto.

## Sviluppo

### Traduzione
La versione distribuita da Capcom è stata tradotta da Tezuka Productions, che hanno curato la localizzazione dei videogiochi della serie Ace Attorney. Oltre alla modifica dei nomi dei personaggi, come ad esempio la protagonista diventata Miley Verisse nella versione inglese, l'ambientazione di Cherry Tree High Comedy Club è stata spostata dal Giappone agli Stati Uniti d'America. Nel gioco sono tuttavia presenti elementi (tra cui un tempio shintoista e un uomo in kimono) tipici della cultura giapponese. Nella versione presente su Steam è possibile scegliere tra due traduzioni del gioco in lingua inglese.